# Joseph Mendelssohn (Schriftsteller)
Joseph Mendelssohn (* 10. September oder 4. Oktober 1817 in Jever; † 4. April 1856 in Hamburg) war ein deutscher Autor und Publizist. Er gehörte zur deutsch-jüdischen Kaufmanns-, Gelehrten- und Künstlerfamilie Mendelssohn aus Jever, die auf seinen Vater Moses Mendelssohn zurückgeht. Sein ältester Bruder ist der Turnpädagoge Salomon Mendelssohn, sein Neffe der Altphilologe Ludwig Mendelssohn.

## Leben
Joseph Mendelssohn besuchte mit seinem Bruder Salomon von 1823 bis 1831 die Israelitische Freischule unter Leitung von Dr. Eduard Kley in Hamburg. Da sein Vater nach dem Tod der Mutter nach Jever zurückkehrte, verlebte Joseph Mendelssohn die entscheidenden Kinder- und Jugendjahre ohne Eltern. Nach Abschluss der Schulausbildung übersiedelte er nach Braunschweig, wo er im Verlag Friedrich Vieweg eine Schriftsetzerlehre absolvierte. Von 1836 bis 1839 arbeitete er dort als Setzer und veröffentlichte 1839 sein erstes Buch „Blüthen. Gedichte und Novellen eines Schriftsetzers“. Danach kehrte er nach Hamburg zurück. Mit der finanziellen Unterstützung des Hamburger Bankiers Salomon Heine, dem Onkel Heinrich Heines, konnte er eine zweieinhalbjährige Reise nach Paris unternehmen, als dessen literarisches Ergebnis 1841 die dreibändigen „Pariser Briefe“ erschienen. In diesem vom Jungen Deutschland, besonders von Ludwig Börnes „Briefen aus Paris“ (1832–1834) inspirierten Reisetagebuch liefert Mendelssohn eine lebendige Momentaufnahme der Seinemetropole („ein gigantisches Tollhaus, vom Neujahrstage bis zur Sylvesternacht“) unter der Herrschaft des Bürgerkönigs Louis Philippes. Nach persönlichen Begegnungen schildert er darin auch Victor Hugo, Alexandre Dumas oder Heinrich Heine. Trotz Mendelssohns Parteinahme gegen das Buch „Heinrich Heine über Ludwig Börne“ (1840) blieb Heine Mendelssohn freundlich verbunden und unterstützte ihn in einer literarischen Kontroverse mit Karl Gutzkow, der damals ebenfalls in Hamburg lebte und wirkte. Dem französischen Thronfolger Ferdinand Philipp, Herzog von Orleans, widmete Mendelssohn 1842 eine Biografie.
Nach seiner Rückkehr nach Hamburg war er als Schriftsteller und Journalist tätig, wurde Redakteur der kurzlebigen, belletristisch-kritischen Zeitschrift „Panorama der Gegenwart“ (1842), ständiger Mitarbeiter der „Jahreszeiten“ (1843/44) sowie der „Hamburger Wöchentlichen Nachrichten“ (1844–1848). Daneben schrieb er für die zahlreiche andere Periodika des Vormärz.
1844 würdigte er seinen Förderer Salomon Heine mit einer Biografie, die kurz nach dessen Tod erschien und rasch drei Auflagen erreichte. Diese „Blätter der Würdigung und Erinnerung für seine Freunde“ sind bis heute eine grundlegende Quelle für Leben und Werk des Hamburger Bankiers und Wohltäters geblieben.
Bereits 1836 und 1839 war er nach Oldenburg gereist und hatte mit Julius Mosen korrespondiert und in den seit 1835 von Christian Friedrich Strackerjan herausgegebenen „Mitheilungen aus Oldenburg“ Dichtungen veröffentlicht. Im Frühjahr 1845 unternahm er eine dritte Reise die eine Audienz beim Großherzog zu Oldenburg zum Ziel hatte, den Mendelssohn um Unterstützung bitten wollte. Die Audienz fand statt, ob er aber durch das Fürstenhaus Unterstützung erfahren hat, ist nicht bekannt. Doch wurde seinem seit 1839 an grauem Star erkrankten Vater eine Beihilfe zu einer Augenoperation in Berlin gegeben, ohne dass aber in den entsprechenden Akten der Name des Sohnes Joseph erwähnt wurde.
Im Anschluss an seine dritte Reise veröffentlichte Joseph Mendelssohn 1845 im Verlag Gerhard Stalling in Oldenburg sein Buch „Eine Ecke Deutschlands. Reisesilhouetten, Oldenburger Bilder und Charaktere und Zustände“ (Neudruck 1979). Wie er selbst sagt, hatte er ursprünglich nicht die Absicht, die „flüchtigen Reiseeindrücke“ als Buch herauszugeben, meinte aber dann doch, in entfernteren Gegenden seine ursprüngliche Heimat bekannter machen zu wollen. Der Schwerpunkt des Buches liegt auf der Schilderung der literarischen und kulturellen Kreise Oldenburgs. Ausführlich äußert sich Mendelssohn über den ihm besonders nahestehenden Konrektor und Schriftsteller Adolf Stahr, den Dichter und Dramaturgen Julius Mosen und den Intendanten Ferdinand von Gall. Darüber hinaus porträtiert er neben Hamburg-Harburg und Bremen ausführlich Land und Stadt Oldenburg sowie seine Geburtsstadt Jever. Auch die Bemühungen seines Bruders Salomon um die Verbreitung des Turnens wie die Behandlung der Juden widmet er in seinem Buch jeweils ein eigenes Kapitel.
1846 heiratete Mendelssohn Radisch (Rose) Berendsohn, die Tochter des jüdischen Buchhändlers und Verlegers Bernhard Salomon Berendsohn (heute Berendsohn AG). Sie starb noch im selben Jahr am 28. November im Wochenbett.
Mendelssohns besondere Liebe zum Theater fand ihren Niederschlag in zahlreichen entsprechenden Publikationen. So übersetzte er mehrere Lustspiele aus dem Französischen und schrieb den Schwank „Ueberall Jesuiten!“. 1848 gab er den humoristisch-satirischen Almanach „Der Theaterteufel“ mit Originalbeiträgen von Adolf Glaßbrenner, Johann Nestroy und Moritz Gottlieb Saphir heraus, zu dem er selber eine Reihe kleinerer Artikel beitrug. Mehrere dieser Publikationen erschienen im Verlag seines Schwiegervaters.
Mendelssohn starb 1856 im Hamburger Allgemeinen Krankenhaus ohne Nachkommen. Eine Gesamtwürdigung seines journalistischen schriftstellerischen Wirkens fehlt, worauf Werner von Melle bereits 1906 in der „Allgemeinen Deutschen Biografie“ hingewiesen hat. Über Mendelssohns zweifellos engen Beziehungen zum Jungen Deutschland lassen sich heute nur Vermutungen anstellen, da ein literarischer Nachlass nicht existiert. Mendelssohns Werdegang zeigt die späte bürgerliche Emanzipation des Judentums im Nordwesten und weist zugleich auf das liberale Klima im Großherzogtum Oldenburg hin.

## Werke
- 1839: Blüthen. Gedichte und Novellen eines Schriftsetzers
- 1841: Pariser Briefe, drei Bände
- 1842: Ferdinand Philipp, Herzog von Orleans, Kronprinz von Frankreich. Biographie und Charakteristik.
- 1842: Wilde Blumen. Dichtungen
- 1844: Salomon Heine. Blätter der Würdigung und Erinnerung für seine Freunde und Verehrer
- 1845: Eine Ecke Deutschlands. Reisesilhouetten, Oldenburger Bilder und Charaktere und Zustände
- 1845: Er muß auf’s Land. Lustspiel
- 1846: Überall Jesuiten. Ein Schwank.
- 1848: Der Theater-Teufel. Humoristisch-satirischer Almanach für 1848 (Hrsg.)